# Ludolf Backhuysen (marynista)

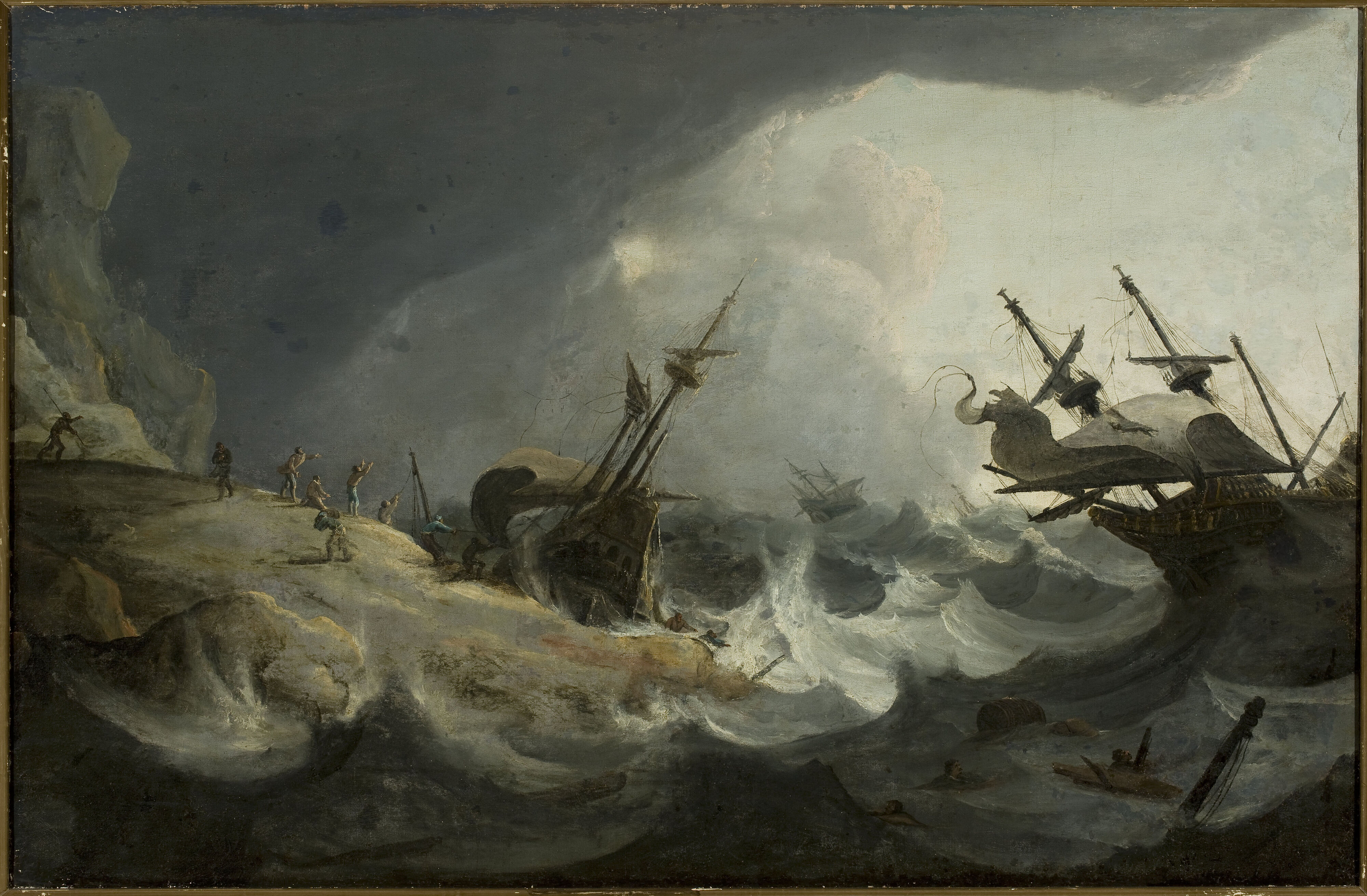
Ludolf Bakhuizen Rozbicie okrętów w czasie sztormu (ok. 1694), Muzeum Narodowe w Warszawie

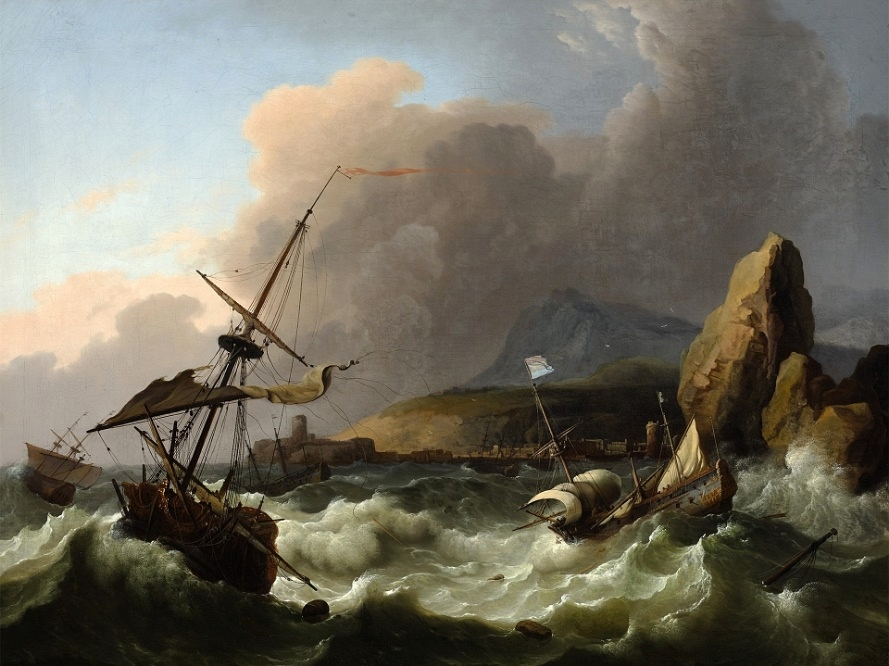
Ludolf Bakhuizen Burza morska (1702), Zamek Królewski w Warszawie

Ludolf Backhuysen, też Bakhuizen (ur. 28 grudnia 1631 w Emden, zm. 17 listopada 1708 w Amsterdamie) – holenderski malarz–marynista, grafik i rysownik, także poeta.

## Życiorys
Był uczniem Allarta van Everdingena i Hendrika Dubbelsa. Od 1650 pracował w Amsterdamie, początkowo w charakterze kaligrafa, a następnie zyskał popularność jako twórca obrazów.
Pochowany 12 listopada 1708 w Westerkerk w Amsterdamie.

## Twórczość
Malował portrety, sceny historyczne i mariny, na których zwykle przedstawiał spokojne widoki morskie oraz burze i sztormy. Na szczególną uwagę zasługuje obraz znajdujący się w muzeum paryskim, a zamówiony przez magistrat amsterdamski w 1665 dla Ludwika XIV. 
W Muzeum Narodowym w Warszawie znajduje się obraz Backhuysena Rozbicie okrętów w czasie sztormu (ok. 1694), zaś na Zamku Królewskim w Warszawie – Burza morska (1702).

## Wybrane prace
- Lądowanie Wilhelma III (1692), Mauritshuis, Haga
- Bitwa morska, Drezno
- Polowanie na wieloryba, Nancy
- Rozbicie okrętów w czasie sztormu (ok. 1694), Muzeum Narodowe w Warszawie
- Burza morska, 1702, Zamek Królewski w Warszawie